# Chironius gouveai
Chironius gouveai – gatunek węża z rodziny połozowatych (Colubridae). Występuje we wschodniej Ameryce Południowej, głównie w południowej Brazylii i Urugwaju. Prowadzi dzienny, częściowo nadrzewny tryb życia.

## Systematyka
Takson ten po raz pierwszy zgodnie z zasadami nazewnictwa binominalnego opisali w 2020 roku brazylijscy herpetolodzy: Omar Machado Entiauspe-Neto, Mariana Lúcio-Lyra, Fernando Marques-Quintela, Arthur Diesel-Abegg, Daniel Loebmann i niemiecka herpetolog Claudia Koch na łamach „Herpetological Monographs“. Autorzy wyodrębnili nowy gatunek z Chironius bicarinatus i nadali mu nazwę Chironius gouveai, a jako miejsce typowe wskazali Tapes (30°28′46″S 51°23′46″W/-30,479444 -51,396111) w stanie Rio Grande do Sul w Brazylii. Holotyp to dorosły samiec o oznaczeniu CHFURG 4394 odłowiony przez Fernando Marquesa Quintelę. Autorzy przebadali też siedem paratypów.

### Etymologia
- Chironius: w mitologii greckiej Chiron (gr. Χείρων Cheírōn, łac. Chiron), był najmądrzejszym i najbardziej cywilizowanym z centaurów[3].
- gouveai: na cześć Paulo Roberto Cardoso Gouvêa – dziadka jednego z odkrywców tego gatunku Omara Machado Entiauspe-Neto[1].

## Morfologia
Jest to średniej wielkości wąż o małej głowie, której szerokość jest nieco większa do szerokości szyi, dużych oczach o tęczówkach ciemnoszarych z jaśniejszym wąskim pierścieniem otaczającym czarną źrenicę. Górne części ciała oliwkowozielone z czarnymi brzegami łusek grzbietowych z niewielkimi niebieskawymi przebarwieniami. Wzdłuż kręgosłupa trzy paski grzbietowe zanikające w okolicach ogona. Dwa boczne czarne, a środkowy żółty. Dolne części ciała jasne, pierwsza 1/3 biała z lekko zaznaczonymi obrzeżami tarczek brzusznych, środkowa 1/3 oliwkowozielona przechodząca stopniowo w żółtą z czarnymi obrzeżami tarczek, a ostatnia część żółta z wyraźnymi czarnymi obrzeżami tarczek brzusznych i podogonowych. Charakteryzuje się długim ogonem stanowiącym ponad połowę SVL (47–63%).
Wymiary:
|                          | Samiec   | Samica   |
| Długość SVL (mm)         | 590–840  | 780–860  |
| Łuski grzbietowe (rzędy) | 12/12/10 | 12/12/10 |
| Tarczki brzuszne         | 153–165  | 155–164  |
| Tarczki podogonowe       | 129–142  | 103–146  |

## Występowanie
Występuje w południowej Brazylii w górach Serra do Mar od rzeki Paranapanema stanowiącej północną granicę stanu Parana na południe przez stan Santa Catarina do Rio Grande do Sul oraz po północny i środkowo-wschodni Urugwaj. Sporadyczne obserwacje tego gatunku miały miejsce w południowo-zachodnim Urugwaju (departament Río Negro) i w prowincji Corrientes w północno-wschodniej Argentynie (przy rzece Parana). Stwierdzenie w Montevideo w południowym Urugwaju prawdopodobnie dotyczyło Chironius bicarinatus przywiezionych przypadkiem wraz z dostawą bananów z São Paulo. Występuje do wysokości około 1030 m n.p.m.

## Ekologia i zachowanie
Gatunek ten występuje zwykle w lasach galeriowych, liściastych lasach subtropikalnych, wilgotnych lasach araukariowych oraz na sawannach (pampa). Prowadzi dzienny, mieszany tryb życia naziemny i nadrzewny.

## Status
W Czerwonej księdze gatunków zagrożonych IUCN Chironius gouveais nie jest wymieniany.